# Multiplexage fréquentiel
Pour les articles homonymes, voir FDM.
Le multiplexage fréquentiel est aussi appelé MRF (« Multiplexage par répartition en fréquence » ou FDM, de l'anglais Frequency Division Multiplexing) ; il permet de partager la bande de fréquence sur une voie haute vitesse en une série de plusieurs canaux moins larges, qui permettent de faire circuler simultanément sur la voie haute vitesse les données provenant des différentes voies à plus basses vitesses.

## Utilisation
C'est la technique utilisée en ADSL pour éviter toute collision entre le signal montant et le signal descendant.
Sur les réseaux téléphonique analogiques, FDM permet de multiplexer jusqu'à 600 communications téléphoniques sur un même câble.

## Contraintes et limitations
Pour éviter les interférences entre chacune des voies, qui engendreraient des altérations de signal, il faut ménager des bandes de garde entre les différentes fréquences porteuses. En conséquence on utilise plutôt le multiplexage OFDM lorsque l'Efficacité spectrale est recherchée.